# أكومينوس
أكومينوس (باليونانية: Ακουμενός)‏ هو طبيب يوناني من أثينا عاش في القرن الخامس قبل الميلاد، ويذكر أنه أحد أصدقاء ورفاق سقراط.